# Grenå gymnasium
Grenå gymnasium är ett gymnasium i Grenå, Danmark. Skolan grundades 1961 med Arne Gravers och Johan Richter som arkitekter. Sedan 1965 har det funnits internat. Skolan startades av kommunen, men togs 1970 över av Århus amt och är sedan 2007 statligt självägande som nästan alla andra gymnasieskolor i Danmark. Skolan har STX och HF-inriktning samt International Baccalaureate Diploma Programme.